# Sphyrna media
El tiburón martillo cuchara o cornuda cuchara (Sphyrna media) es una especie poco conocida de tiburón martillo (Sphyrnidae) que habita en las superficiales aguas tropicales del océano Atlántico occidental desde Panamá hasta el sur de Brasil, y en el océano Pacífico oriental desde el golfo de California hasta Ecuador y probablemente el norte de Perú.

## Descripción
Es una de las especies de tiburones martillo de menor tamaño, ya que el tiburón martillo cuchara puede alcanzar una talla total de 150 cm; aproximadamente los machos adultos miden 90 cm de largo y las hembras adultas 100-133 cm. Se distingue por su cabeza moderadamente ancha y en forma de martillo, cuya anchura puede llegar a equivaler un 22-33% de su longitud total. El margen delantero de la cabeza es arqueado, con hendiduras mediales y laterales débiles y sin surcos prenariales, rasgos que esta especie comparte con la cornuda coronada (Sphyrna corona).

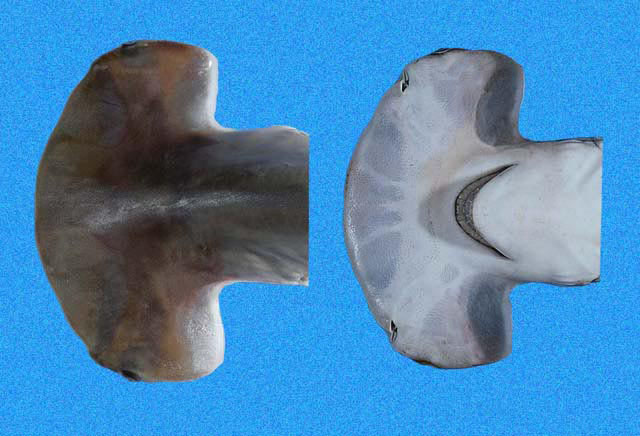
Cabeza de S. media

Se distingue de la cornuda coronada por su hocico más corto, boca ampliamente arqueada y aleta anal profundamente cóncava. La primera aleta dorsal es moderadamente falcada, y la segunda aleta dorsal es tan alta como la aleta anal. Las aletas pélvicas no son falcadas, con un margen trasero recto a moderadamente cóncavo. Su coloración es grisácea parduzca en la parte dorsal y clara en la parte ventral, carece de marcas en las aletas.

## Distribución y hábitat
Posee una distribución amplia en aguas tropicales tanto del océano Atlántico occidental como del océano Pacífico oriental. Encontrándose desde Panamá hasta el sur de Brasil, y desde el golfo de California hasta Ecuador y probablemente el norte de Perú. A pesar de tener una amplia distribución, parecer ser que se encuentra en hábitats de aguas someras cercanas a costa, concretamente sobre la plataforma continental a una profundidad máxima de 100 m aproximadamente.

## Biología y ecología
Es una especie poco estudiada y rara, y de lo poco que se conoce es que frente a la costa de Trinidad, el tiburón martillo cuchara coexiste con otras dos especies pequeñas de tiburones martillo: el lanetón o tiburón cabeza de pala (Sphyrna tiburo) y el tiburón martillo dorado o cornuda ojichica (S. tudes). Al convivir en los mismos hábitats y tener dietas similares, habría un solape trófico, por lo que estas especies buscan evitar competir buscando diferencias en la dieta y el hábitat. El tiburón martillo cuchara se alimenta de pequeños elasmobranquios, pulpos, calamares y peces demersales como lenguados.

## Reproducción

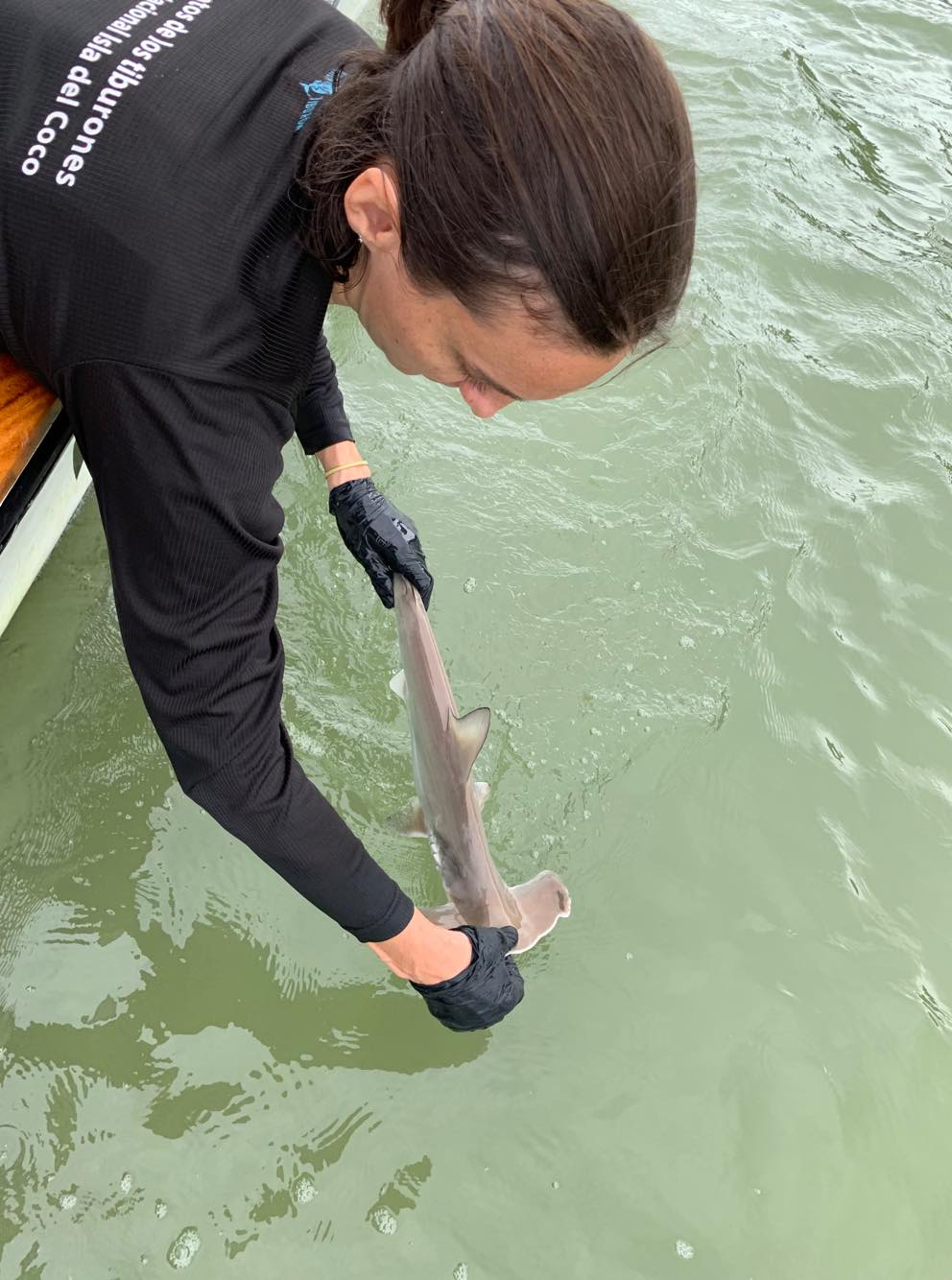
Illena Zanella con un juvenil tiburón martillo (Sphyrna lewini) en una posible área importante en Golfo Dulce, Costa Rica.

Al igual que el resto de especies de su familia (Sphyrnidae), el tiburón martillo cuchara presenta viviparismo, con las crías midiendo alrededor de 34 cm. Aunque se desconozca el número de crías que pueda tener, se sugiere que los manglares podrían ser un hábitat importante para los individuos juveniles, conocido como nursery o guardería, donde los juveniles están refugiados de potenciales depredadores, tal y como se ha observado en otras especies de tiburones martillo como Sphyrna lewini u otras especies como el tiburón limón (Negaprion brevirostris).

## Estado de conservación

### Amenazas
El tiburón martillo cuchara se encuentra bajo una intensa presión pesquera a lo largo de todo su rango de distribución, tanto en el Pacífico como en el Atlántico. Reflejándose en el declive de ejemplares desde 1970, siendo capturado y comercializado, vendiéndose como pescado fresco o para ser procesado como harina de pescado.
En el Pacífico oriental y central, las redes de enmalle y las pesquerías artesanales y comerciales han reducido las poblaciones de tiburones pelágicos debido a la falta de gestión de las pesquerías de tiburones, incluida esta especie. Además, la degradación de los hábitats de manglares, por el desarrollo de la acuicultura de camarón, ha impactado negativamente en las áreas de cría de tiburones costeros, que al tratarse de potenciales áreas importantes posiblemente haya afectado a esta especie de tiburón martillo.
En la costa atlántica de América del Sur, la pesca artesanal y comercial también es intensa y poco gestionada, con prácticas de sobrepesca que han afectado a diversas especies de tiburones. Además, al igual que en regiones del Pacífico, la degradación de los hábitats de manglares debido a la acuicultura de camarón ha impactado negativamente en las áreas de cría de tiburones costeros. En general, la falta de gestión y la pesca intensa han llevado a una disminución significativa de las poblaciones de tiburones en estas regiones.

### Estado de conservación
Con anterioridad, el tiburón martillo cuchara era considerada por la Unión Internacional para la Conservación de la Naturaleza (UICN) como una especie con "deficiencia de datos". Sin embargo, en 2019 se actualizó su estado de conservación, y actualmente se encuentra en peligro crítico de extinción.
Esto es debido a que el tiburón martillo cuchara, una especie anteriormente común o incluso abundante en la década de 1970, ha estado y sigue estando sometido a una intensa y en gran parte no gestionada presión pesquera, así como a la degradación de los hábitats de manglares, y ha experimentado reducciones en su rango de distribución en algunas áreas. Ha habido muy pocos registros recientes y se estima que el tiburón martillo cuchara ha sufrido una reducción poblacional >80% basada en los niveles de explotación, por ello la UICN la evalúa como una especie en "Peligro Crítico" según los criterios A2bcd.
Al igual que el resto de tiburones martillo, esta especie se encuentra incluida en el Apéndice II del Convención sobre el Comercio Internacional de Especies Amenazadas de Fauna y Flora Silvestres (CITES).